# Arturo Pérez-Reverte
Arturo Pérez-Reverte (ur. 25 listopada 1951 w Kartagenie) – hiszpański powieściopisarz i dziennikarz. Jego powieści wydano w kilkudziesięciu krajach.

## Życiorys
Arturo Pérez-Reverte pochodzi z południowej Hiszpanii, wychował się w rodzinie o marynarskich tradycjach. Jako dziecko z pasją czytał powieści znalezione w biblioteczce dziadka. Jego pierwsze odkrycia literackie – a później osobisty wzór do naśladowania – to klasyka powieści przygodowej: Aleksander Dumas, Joseph Conrad i Robert L. Stevenson.
Po ukończeniu liceum wybrał studia na kierunku nauki polityczne i dziennikarstwo, specjalizował się w konfliktach zbrojnych. Rozpoczął karierę dziennikarską w 1973 w madryckim dzienniku „Pueblo”, któremu poświęcił 12 lat pracy, następne 9 przeznaczył na współtworzenie serwisu informacyjnego w hiszpańskiej telewizji.
W 1977, razem z kolegą z dziennika „Pueblo”, założył magazyn tematyczny o armii i uzbrojeniu zatytułowany „Defensa”. Musiał jednak opuścić redakcję, gdyż równoległa praca korespondenta zabierała zbyt dużo czasu.
Przez 21 lat (1973-1994) relacjonował konflikty zbrojne. Znalazły się wśród nich wojny i konflikty na Cyprze, w Libanie, w Erytrei, na Saharze (1975), Malediwach, w Salwadorze, Nikaragui, Czadzie, Libii, Sudanie, Mozambiku, Angoli, Tunezji, Rumunii (1989-1990), Zatoce Perskiej (1990-1991), Chorwacji (1991) i Bośni (1992-1994). Pérez-Reverte niejeden raz znalazł się na pierwszej linii ognia – w 1977 w czasie wojny erytrejskiej został uznany za zaginionego, od śmierci na pustyni uratowali go partyzanci. Częste podróże i towarzyszące im liczne obrazy wojny, kryzysu i rewolucji nie przeszły bez śladu; w jego powieściach często powtarza się temat bezsensowności i absurdu wojny.
W latach 90. Pérez-Reverte prowadził program radiowy La ley de la calle (Prawo ulicy), nadawany przez hiszpańskie radio publiczne w godzinach nocnych, który utrzymał się na antenie przez blisko 5 lat. Jego bohaterami były różne postaci, głównie z marginesu społecznego, które ukazywały świat prawa i przestępczości. Pérez-Reverte gwałtownie zaoponował przeciw planowanej zmianie godziny emisji programu narzuconej przez dyrekcję i w efekcie opuścił stację.
W 1993 w hiszpańskim społeczeństwie stały się modne programy typu reality show oraz kroniki wypadków. Przy realizacji jednego z najbardziej popularnych, Código uno, pracował Pérez-Reverte. Szybko zauważył, że oglądalność programu zależała od ilości przedstawianych ludzkich tragedii i okrucieństwa. Przyznał później, że praca przy tym programie godziła w wartości, które wyznawał i że wstydzi się wielu ze zrealizowanych dla Código uno reportaży. Stopniowa polityzacja środków masowego przekazu przyniosła mu wielkie rozczarowanie. Nie potrafił zaakceptować propagowanej wyższości widowiska nad treścią, nie chciał zamieniać reportażu wojennego w narzędzie do podnoszenia oglądalności danej stacji. W 1995 roku zakończył karierę dziennikarską i niemal całkowicie poświęcił się literaturze.
Od 1991 do dziś Pérez-Reverte prowadzi kolumnę opiniotwórczą w „El Semanal” (teraz „XLSemanal”), niedzielnym dodatku do ponad 20 dzienników i magazynów hiszpańskich. Liczba czytelników „XLSemanal” przewyższa 4 miliony. W swoich felietonach w bardzo żywy i osobisty sposób komentuje różne wydarzenia – polityczne, literackie, a także codzienne, istotne dla każdego Hiszpana. O swojej kolumnie mówi: W niektóre niedziele świetnie się bawię, w inne mogę się wyżalić, a czasem po prostu mówię głośno – a przynajmniej próbuję – to, czego inni nie mają szansy powiedzieć. Przyznaje, że pisze swoje felietony, gdyż korzysta w nich z takiej wolności słowa, jakiej nie ma już w radiu czy telewizji.
Obecnie Arturo Pérez-Reverte – mąż i ojciec, mieszka niedaleko Madrytu i kontynuuje swoją karierę literacką, ponadto co tydzień daje swoim rodakom garść nieskrępowanych opinii w „XLSemanal”. Wolny czas poświęca na swoje hobby: lekturę i samotne wyprawy żaglówką po Morzu Śródziemnym.

## Publikacje
- Huzar (El húsar) (1986, wyd. pol. 2006)
- Fechtmistrz (El maestro de esgrima) (1988, wyd. pol. 2000)
- Szachownica flamandzka (La tabla de Flandes) (1990, wyd. pol. 2000)
- Klub Dumas (El club Dumas) (1993, wyd. pol. 1998)
- W cieniu orła (La sombra del águila) (1993, wyd. pol. 2024)
- Terytorium Komanczów (Territorio Comanche) (1994, wyd. pol. 2001)
- Un asunto de honor (Cachito) (1995)
- Obra breve (1995)
- Ostatnia bitwa Templariusza (La piel del tambor) (1995, wyd. pol. 2000)
- Cmentarzysko bezimiennych statków (La carta esférica) (2000, wyd. pol. 2001)
- Królowa Południa (La Reina del Sur) (2002, wyd. pol. 2003)
- Cabo Trafalgar (2004)
- Batalista (El pintor de batallas) (2006, wyd. pol. 2007)
- Dzień gniewu (Un día de cólera) (2007, wyd. pol. 2009)
- Ojos azules (2009)
- Oblężenie (El Asedio) (2010, wyd. pol. 2011)
- Mężczyzna, który tańczył tango (El tango de la Guardia Vieja) (2012, wyd. pol. 2013)
- Cierpliwy snajper (El francotirador paciente) (2013, wyd. pol. 2015)
- Misja: Encyklopedia (Hombres buenos) (2015, wyd. pol. 2017)
- La guerra civil contada a los jóvenes (2015)
- Los perros duros no bailan (2018)
- Sidi (2019)
- Línea de fuego (2020)
- El italiano (2021)
- Ostatnia zagadka ("El problema Final") (2023, wyd. pol. 2025)

Seria Przygody kapitana Alatriste
1. Kapitan Alatriste (El capitán Alatriste) (1996, wyd. pol. 2004)
2. W cieniu inkwizycji (Limpieza de sangre) (1997, wyd. pol. 2004)
3. Słońce nad Bredą (El sol de Breda) (1998, wyd. pol. 2005)
4. Złoto króla (El oro del rey) (2000, wyd. pol. 2005)
5. Kawaler w żółtym kaftanie (El caballero del jubón amarillo) (2003, wyd. pol. 2006)
6. Korsarze Lewantu (Corsarios de Levante) (2006, wyd. pol. 2009)
7. El puente de los Asesinos (2011)

Seria Falcó
1. Falcó (2016, wyd. pol. 2018) 

2. Eva (2017, wyd. pol. 2019)

3. Sabotaje (2018)
Zbiory artykułów i felietonów prasowych
- Patente de corso (1998)
- Życie jak w Madrycie (Con ánimo de ofender) (2001, wyd. pol. 2005)
- A w Madrycie nadal znakomicie (No me cogeréis vivo) (2005, wyd. pol. 2006)
- Cuando éramos honrados mercenarios (2009)
- Los barcos se pierden en tierra (2011)
- Perros e hijos de perra (2014)
- Una Historia de España (2019)

## Adaptacje filmowe
- La carta esférica, reż. Imanol Uribe (2007) (ekranizacja powieści Cmentarzysko bezimiennych statków)
- Quart. El hombre de Roma, reż. Jacobo Rispa (2007) (serial telewizyjny, oparty na rysach bohatera „Ostatniego templariusza”, emitowany przez Antena 3)
- Kapitan Alatriste, reż. Agustín Díaz Yanes (2006) (oparty na serii powieści Przygody kapitana Alatriste)
- Gitano, reż. Manuel Palacios (2000) (scenariusz oryginalny Artura Péreza-Reverte)
- Camino de Santiago, reż. Robert Young (1999) (serial telewizyjny, scenariusz oryginalny Artura Péreza-Reverte)
- Dziewiąte wrota, reż. Roman Polański (1999) (oparty na powieści Klub Dumas)
- Territorio comanche, reż. Gerardo Herrero (1997) (ekranizacja powieści Terytorium Komanczów)
- Cachito, reż. Enrique Urbizu (1995) (oparty na powieści Un asunto de honor (Cachito))
- La tabla de Flandes, reż. Jim McBride (1994) (ekranizacja powieści Szachownica flamandzka)
- El maestro de esgrima, reż. Pedro Olea (1992) (ekranizacja powieści Fechtmistrz)

Pérez-Reverte nierzadko otwarcie krytykuje adaptacje filmowe swoich powieści – większości z nich nie udało się zdobyć przychylności krytyków filmowych. O sfilmowanej Szachownicy flamandzkiej autor powiedział: Zamienił (film) drugą połowę mojej opowieści o konserwatorce sztuki, antykwariuszu Cezarze i szachiście Muñozie w tani komiks z intrygą infantylną jak z amerykańskiego filmu w sam raz do obejrzenia po obiedzie. Niewielkie sukcesy pierwszych filmów nie zraziły autora do udzielania zgody na kolejne adaptacje, jedynie przed realizacją Alatriste miał poważne wątpliwości. Bohater tych powieści zdążył już zawładnąć sercami wielu czytelników i powoli zamieniał się w mit, symbol całej epoki: Hiszpanii w Złotym Wieku. Niepowodzenie kreacji kapitana Alatriste rozwiałoby szanse tej postaci na przekształcenie się w hiszpańskiego D’Artagnana.

## Nagrody i odznaczenia
- Nagroda filmowa Goya za najlepszy scenariusz adaptowany za powieść Fechtmistrz (1992)
- Grand Prix Literatury Detektywistycznej za powieść Klub Dumas (Francja, 1993)
- Francuski magazyn „Lire” wskazał Péreza-Reverte pośród dziesięciu najlepszych powieściopisarzy zagranicznych za powieść Szachownica flamandzka (1993)
- Dziennikarska nagroda Asturias za wiadomości z byłej Jugosławii dla Telewizji Hiszpańskiej (1993)
- Nagroda Ondas za La ley de la calle (Prawo ulicy), program dla hiszpańskiego radia (1993)
- Nagroda Szwedzkiej Akademii Powieści Detektywistycznej dla najlepszej powieści zagranicznej za Szachownicę flamandzką
- „The New York Times Book Review” wskazuje Szachownicę flamandzką jako jedna z pięciu najlepszych powieści obcojęzycznych opublikowanych w Stanach Zjednoczonych w 1994 roku
- Nagroda Palle Rosenkranz przyznana przez Duńską Akademię Kryminologii za powieść Klub Dumas (1994)
- Szachownica flamandzka nominowana przez Szwedzką Akademię Powieści Detektywistycznej jako najlepszy thriller przetłumaczony w Szwecji w 1995 roku
- Nagroda czytelniczek magazynu „Elle” dla najlepszej powieści opublikowanej w 1995 roku za Ostatnią bitwę templariusza
- Nagroda Jean Monnet literatury europejskiej za powieść Ostatnia bitwa templariusza (1997)
- Nagroda Grupo Correo za pracę zawodową i wpływ na społeczeństwo, wyróżnienie dla jednego z najczęściej czytanych i tłumaczonych pisarzy hiszpańskich (1997)
- Gazeta „Time” uznała powieść Ostatnia bitwa templariusza za jedną z najciekawszych pozycji wydanych w Stanach Zjednoczonych w 1998 roku
- Kawaler Orderu Sztuki i Literatury, najwyższe we Francji odznaczenie w dziedzinie kultury, wręczone przez prezydenta Republiki (1998)
- Premio Mediterráneo Akademii Goncourt dla najlepszej powieści obcojęzycznej za Cmentarzysko bezimiennych statków (2001)
- Medal Akademii Marynarki Francuskiej za powieść Cmentarzysko bezimiennych statków (2002)
- Zaproszenie do Królewskiej Akademii Hiszpańskiej, Pérez-Reverte zajmuje fotel T (2003)
- Doctor honoris causa Politechniki w Kartagenie (2004)
- XXIX Nagroda González-Ruano w dziedzinie dziennikarstwa za artykuł Una ventana a la guerra (Okno na wojnę) (2004)
- V Nagroda Joaquín Romero Murube za artykuł Esta larga jornada urbana (2004)
- Złoty Medal San Telmo od Fundacji Letras del Mar (2006)
- Kawaler Orderu Zasługi Republiki Francuskiej (2008)